# Martfeld
Martfeld est une commune allemande de l'arrondissement de Diepholz, land de Basse-Saxe.

## Géographie
Située à 30 km au sud de Brême, la commune est composée des quartiers de Martfeld, Hustedt, Kleinenborstel, Loge et Tuschendorf.
| Schwarme           | Thedinghausen | Blender      |
| Süstedt            | Martfeld      | Hilgermissen |
| Bruchhausen-Vilsen | Hoyerhagen    | Hoya         |

## Histoire
Le village est mentionné pour la première fois en 1179 dans un document pontifical portant la signature d'Alexandre III.
Le moulin domanial est mentionné la première fois en 1583. Le moulin est vendu en 1827 à un ancêtre de l'actuel propriétaire. En 1840, il est aménagé dans le style hollandais. En 1851, il brûle après avoir été frappé par la foudre puis reconstruit. En 1957, il est démantelé puis restauré à partir de 1992.
Celui de Fehsenfeld est bâti en 1871. Il est en activité jusqu'en 1971. Il est restauré en 1991.

## Jumelage
- La Bazoge (France)

## Source, notes et références
- (de) Cet article est partiellement ou en totalité issu de l’article de Wikipédia en allemand intitulé « Martfeld » (voir la liste des auteurs).